# 저널 클럽
저널 클럽(journal club)은 과학 문헌, 의학 문헌, 철학 문헌 등 학술 문헌의 최근 기사를 비판적으로 평가하기 위해 정기적으로 만나는 개인 그룹이다. 저널 클럽은 일반적으로 기초 또는 응용 연구에서 정의된 주제를 중심으로 조직된다. 예를 들어, 일부 의료 행위 분야에 증거 기반 의학을 적용하는 것은 저널 클럽을 통해 촉진될 수 있다.
일반적으로 각 참가자는 연구 설계의 적절성, 사용된 통계, 사용된 통제의 적절성 등과 같은 여러 질문과 관련된 자신의 견해를 밝힐 수 있다. 여러 논문의 결과를 함께 종합하려는 시도가 있을 수 있다. 비록 이러한 결과 중 일부가 처음에는 서로 모순되는 것처럼 보일 수도 있다. 연구 결과가 타당하다고 여겨지더라도 그 결과가 얼마나 유용한지, 이러한 결과가 새로운 연구나 새로운 응용으로 이어질 수 있는지에 대한 논의가 있을 수 있다.
저널 클럽은 때때로 대학원생이나 전문직 학생의 교육에 사용된다. 이는 학생들이 새로운 연구 분야의 고급 문학에 더 익숙해지도록 도와준다. 또한 이러한 저널 클럽은 학생들의 비판적 사고 능력을 향상시켜 자신의 분야에서 현재 관심을 갖고 있는 주제를 이해하고 토론하는 데 도움을 준다. 이러한 유형의 저널 클럽은 때때로 인정을 받을 수도 있다. 연구실은 또한 연구실의 모든 연구자를 위한 저널 클럽을 조직하여 해당 분야에서 일하는 다른 연구자가 제작한 문헌을 따라갈 수 있도록 돕는다.

## 같이 보기
- 펍피어

## 문헌
- Dayton, A. I. (2006). “Beyond open access: open discourse, the next great equalizer”. 《Retrovirology》 3 (1): 55. doi:10.1186/1742-4690-3-55. PMC 1569436. PMID 17007632.